# Liliana Neto
Liliana Neto (29 januari 1997) is een atleet uit Angola.
Op de Olympische Zomerspelen van Rio de Janeiro kwam Neto uit voor Angola op de 100 meter sprint.
- World Athletics: 14646420